# NIF Tower (Tel Awiw)
NIF Tower – biurowiec w osiedlu Montefiore we wschodniej części miasta Tel Awiw, w Izraelu zbudowany w 2000 roku.

## Dane techniczne
Budynek ma 23 kondygnacje i wysokość 79 metrów.
Biurowiec ma nietypowy kształt. Główną część budynku stanowi bryła o kształcie trójkąta, która ma fasadę w kolorze czarnym. Jest ona wkomponowana w mniejszą bryłę o kształcie kwadratu o fasadzie w kolorze jasnobrązowym.
Żelbetowy wieżowiec wybudowano w stylu postmodernistycznym. Elewacja jest wykonana z granitu i szkła w kolorach czarnym i jasnobrązowym. Wszystkie szyby są przyciemniane.

## Wykorzystanie budynku
Budynek jest wykorzystywany jako biurowiec. Na dolnych piętrach znajdują się biura koncernów motoryzacyjnych Volvo i Honda w Izraelu. W podziemiach znajduje się pięciopoziomowy parking na samochody.